# Гліник-Середній
Гліник-Середній (пол. Glinik Średni) — село в Польщі, у гміні Фриштак Стрижівського повіту Підкарпатського воєводства.
Населення — 635 осіб (2011).
У 1975-1998 роках село належало до Ряшівського воєводства.

## Демографія
Демографічна структура станом на 31 березня 2011 року:
|          | Загалом | Допрацездатний вік | Працездатний вік | Постпрацездатний вік |
| -------- | ------- | ------------------ | ---------------- | -------------------- |
| Чоловіки | 306     | 78                 | 202              | 26                   |
| Жінки    | 329     | 92                 | 162              | 75                   |
| Разом    | 635     | 170                | 364              | 101                  |